# Auguste de Châtillon
Auguste de Châtillon (París, 29 de enero de 1808 - Ib., 26 de marzo de 1881) fue un pintor, escultor y poeta francés. Fue miembro con Théophile Gautier, Gérard de Nerval y Arsène Houssaye de la "bohemia del Deanato", en francés: la « bohème du Doyenné ».

## Biografía
Expuso en el Salón de 1831 su primer cuadro a la edad de 23 años y pintó retratos, entre ellos los de Théophile Gautier y de Víctor Hugo y su familia, así como uno del poeta en compañía de su hijo François-Victor Hugo y otro de su hija Léopoldine (fr). Diseñó el vestuario para la pieza dramática El rey se divierte - en francés: Le Roi s’amuse- de Víctor Hugo en 1832 y pintó las carpinterías del salón de Gérard de Nerval. De 1844 a 1851, vivió en Nueva Orleans, Estados Unidos.
En cuanto a su obra poética, figuró en la primera antología de "Le Parnasse contemporain" (1866) con su poema "Un fou" (un loco).

## Galería de obras
Auguste de Châtillon es el autor de los siguientes cuadros:

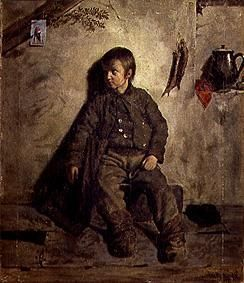
Le Petit Ramoneur Joven deshollinador (1832)
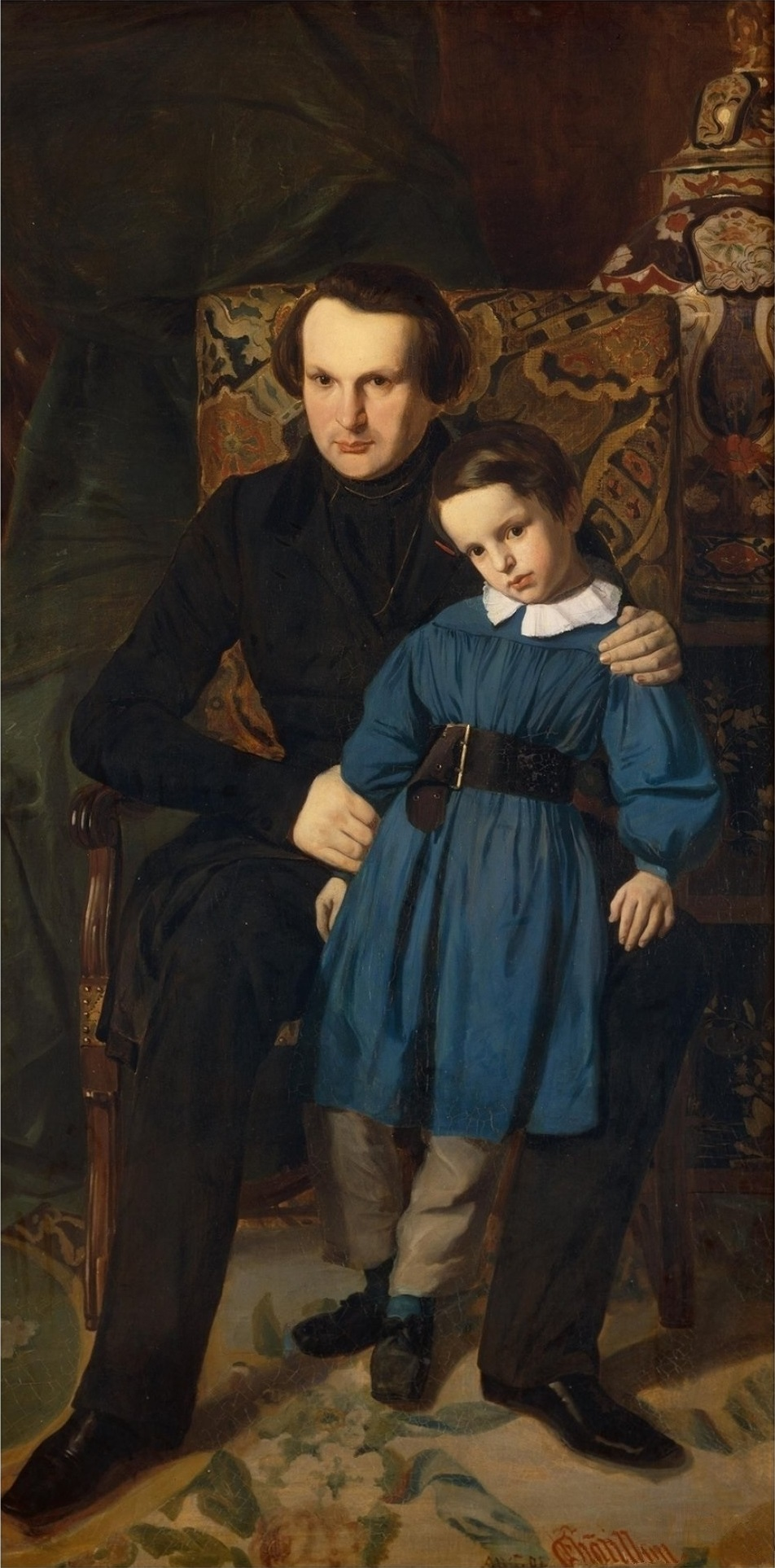
Víctor Hugo et son fils François-Victor (fr), (1836)
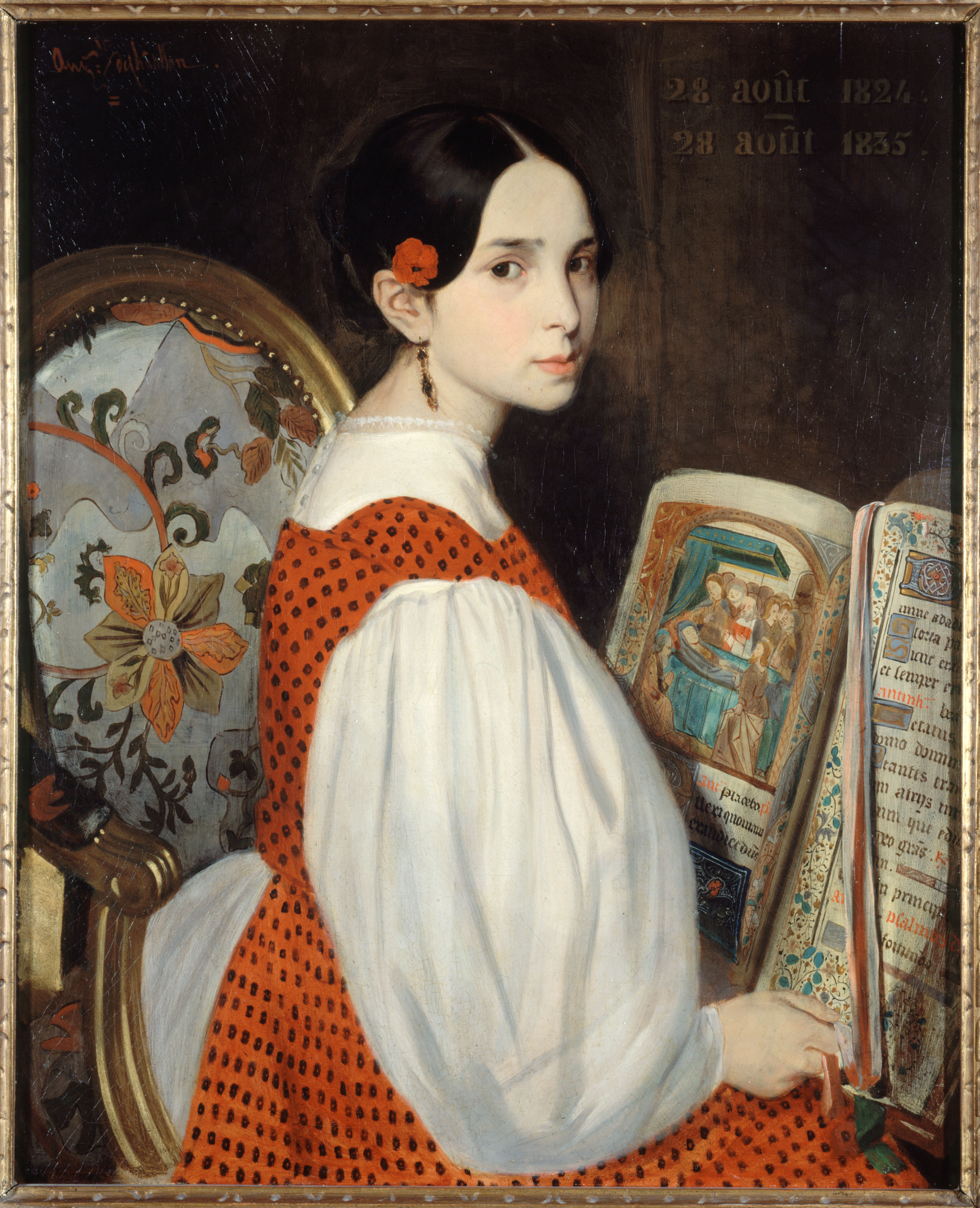
Léopoldine Hugo (fr) (1836) La hija de Víctor Hugo, el día de su primera comunión.
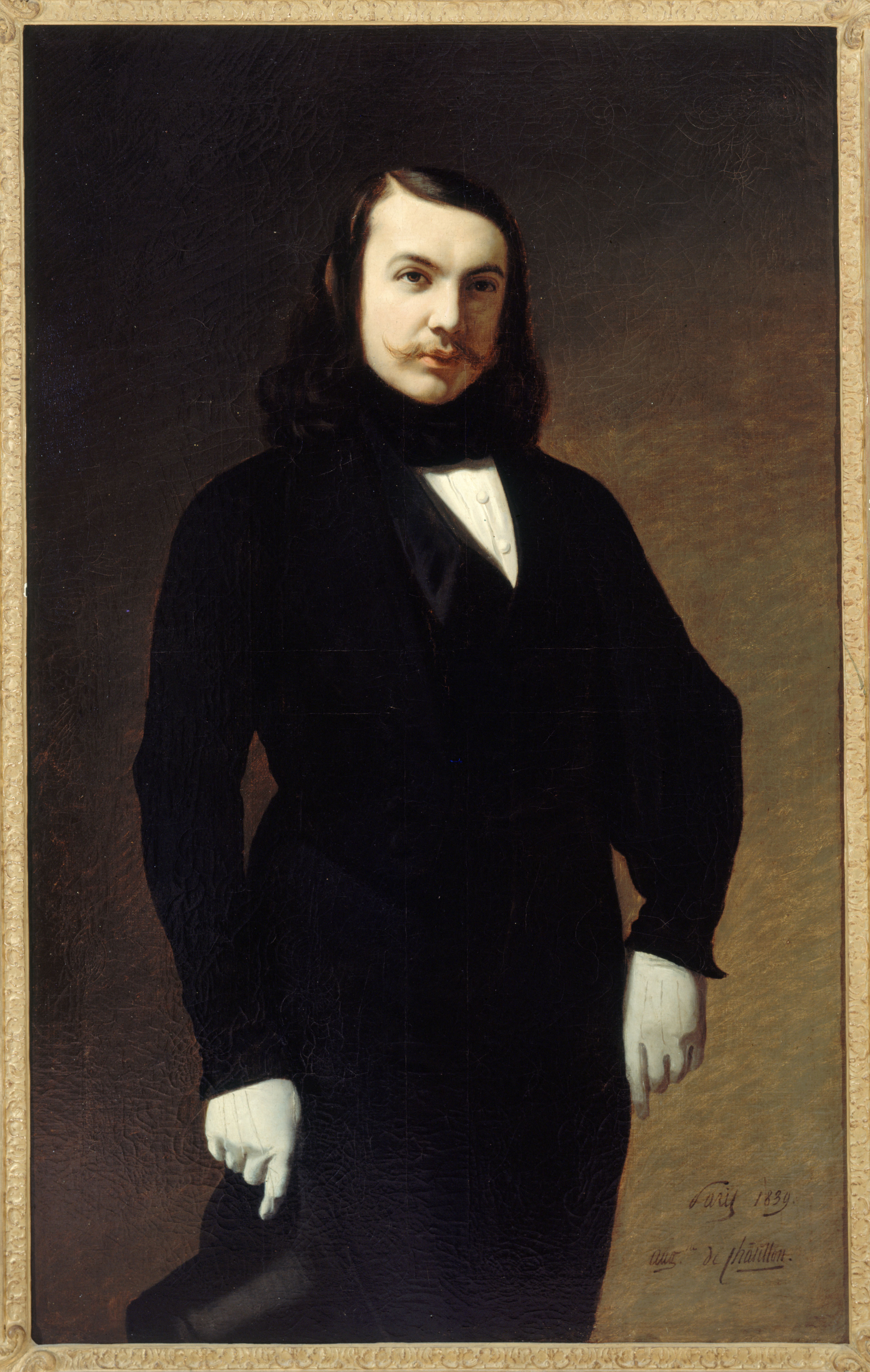
Théophile Gautier (1839)

 Pulsar sobre la imagen para ampliar. 